# Meldon Quarry
Meldon Quarry är en täkt i Storbritannien.   Den ligger i grevskapet Devon och riksdelen England, i den södra delen av landet, 290 km väster om huvudstaden London. Meldon Quarry ligger 283 meter över havet.
Terrängen runt Meldon Quarry är kuperad åt sydost, men åt nordväst är den platt. Runt Meldon Quarry är det ganska glesbefolkat, med 43 invånare per kvadratkilometer. Närmaste större samhälle är Okehampton, 3,0 km nordost om Meldon Quarry. Trakten runt Meldon Quarry består i huvudsak av gräsmarker.